# Großer Galtenberg
Der Große Galtenberg (auch nur Galtenberg) ist mit einer Höhe von 2424 m ü. A. der höchste Berg des Alpbachtals und des Bezirks Kufstein in Tirol. Er liegt in den Kitzbüheler Alpen und befindet sich an deren nordöstlichen Ausläufern, am südlichen Talschluss des Alpbachtals. Das Skigebiet von Alpbach befindet sich gegenüber dem Galtenberg auf dem Wiedersberger Horn und dem Schatzberg. Sein Gipfel liegt vollständig auf dem Gemeindegebiet von Alpbach. Durch seine exponierte Lage und leichte Erreichbarkeit ist er ein sehr beliebter Aussichtsberg.

## Umgebung
Südwestlich des großen Galtenberges liegt der 2318 m hohe kleine Galtenberg, mit dem er über das Galtenbergjoch verbunden ist. Im Nordosten sind das Heimjoch, mundartlich auch Mareitkopf (2004 m), sowie im Osten der Torkopf (2116 m), vorgelagert. Richtung Südosten fällt der Berg mit einem ausgeprägten Grat zur Otto-Leixl-Hütte (1911 m) ab.

## Touristische Erschließung
Der Große Galtenberg ist vom Alpbacher Teilort Inneralpbach über mehrere Wege zu erreichen.
- Vom Luegergraben aus von der Bubenkapelle (1060 m[1]): Der Weg führt zuerst vom Parkplatz weg in den Wald, dann in mehreren Serpentinen steil in Richtung der ehemaligen Jagdhütte Alpenkreuz. Danach geht es in leichter Steigung auf dem langen Gratrücken südwärts auf die Gipfelpyramide zu. Am Ende dieses langen Gratrückens folgt der finale, aber einfache Anstieg über die Nordwand auf den Gipfel.
- Vom Greiter Graben aus beim ehemaligen Gasthaus Leitner (1143 m): Der Weg führt entlang der Forststraße Richtung Süden, vorbei an der Greitalm (1320 m), über die Farmkehr-Niederalm (1521 m), bis hinauf zur Farmkehr-Hochalm (1771 m). Ab dort führt ein markierter Wanderweg zu einer Weggabelung kurz oberhalb der Hütte. Wählt man den Weg nach links (Richtung Nordost), kommt man relativ schnell zum oben genannten Weg (zwischen Gratrücken und Nordwand). Folgt man dem Weg nach rechts (Richtung Süden), kommt man vorbei an mehreren kleinen Tümpeln und gelangt anschließend zur Farmkehr-Pfanne, an deren Ende sich das Galtenbergjoch befindet. Vom Joch aus führt der Weg dann in wenigen Minuten, bei schöner, leicht ausgesetzter Gratwanderung, auf den Gipfel.

## Einzelnachweise

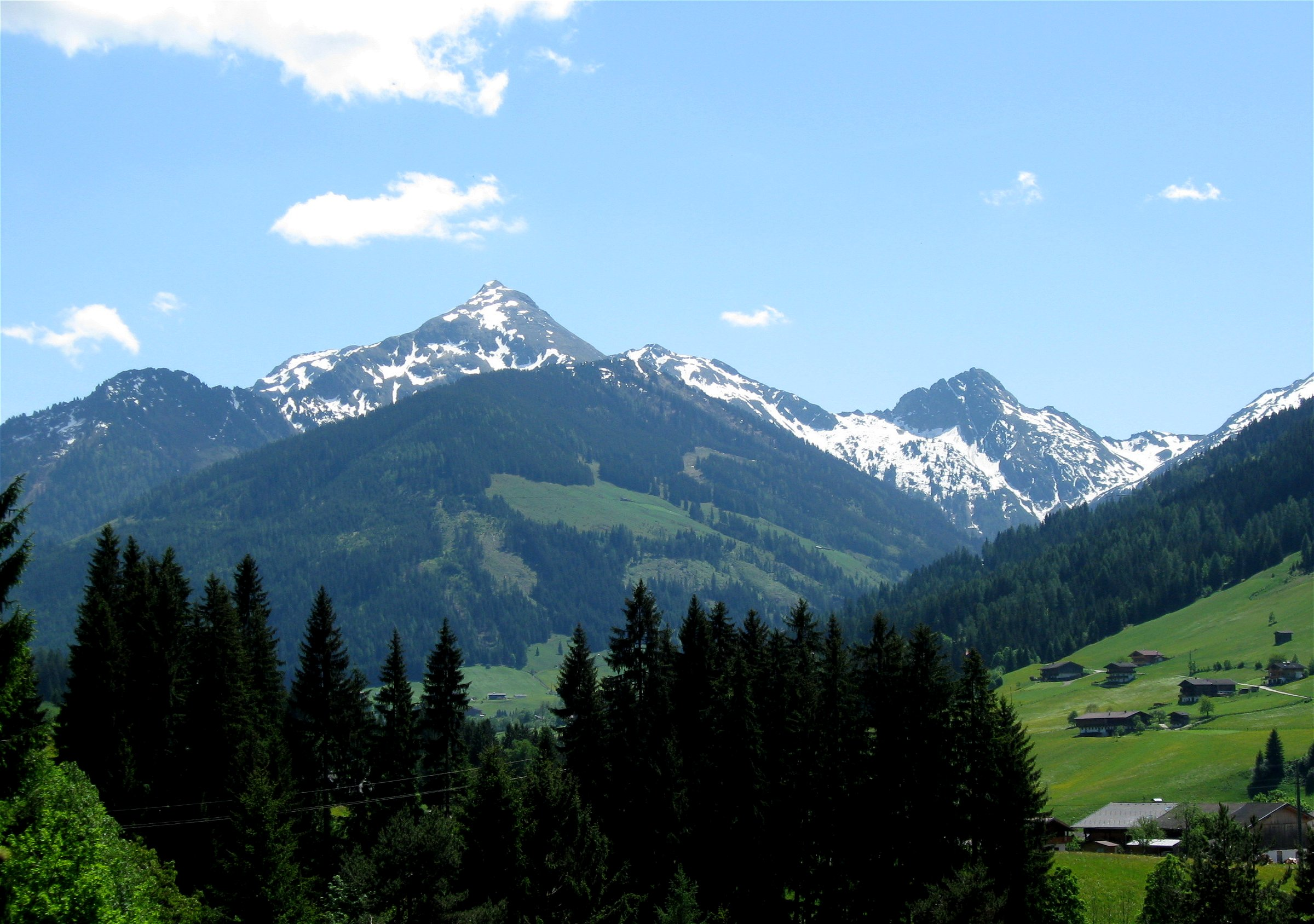
Großer Galtenberg von Alpbach aus gesehen